# ハウ・トゥ・デストロイ・エンジェルス
ハウ・トゥ・デストロイ・エンジェルス（How To Destroy Angels）は、アメリカ合衆国で結成された音楽グループ。ナイン・インチ・ネイルズのフロントマンであるトレント・レズナーが、彼の妻マリクイーン・マーンディグ（元West Indian Girl）、アッティカス・ロスと共に結成した。2010年にシングル「A Drowning」でデビュー。
バンド名は1984年のコイルの同名シングルにちなんでつけられた。
2010年6月1日に6曲入りEPをリリース。このEPからは「A Drowning」がシングルカットされた。
2010年5月14日にピッチフォークから「The Space In Between」のミュージック・ビデオを公開。マリクイーンとトレントの死体が燃えるというショッキングな内容が話題となる。
後に映画『リミットレス』に提供されることとなる「The Believers」が『ワイアード』誌のiPadアプリケーションを通じて公開された。公式ウェブサイトからも無料でダウンロード可能となった。
バンドはブライアン・フェリーの「Is Your Love Strong Enough?」のカバー・バージョンを録音。これは、2011年12月9日公開の映画『ドラゴン・タトゥーの女』のサウンドトラックに収録された。
2012年、トレントの作品のアートディレクターを務めるロブ・シェリダンが正式メンバーとして加入した。

## ディスコグラフィ

### アルバム
- 『ウェルカム・オブリヴィオン』 - Welcome Oblivion (2013年)

### EP
- 『ハウ・トゥ・デストロイ・エンジェルズ』 - How to Destroy Angels (2010年)
- An Omen EP (2012年)

### シングル
- “A Drowning” (2010年)
- “Keep it together” (2012年)
- “How long?” (2013年)

### ミュージック・ビデオ
- “The Space in Between” (2010年)
- “Keep it together” (2012年)
- “Ice age” (2012年)
- “The loop closes” (2013年)
- “How long?” (2013年)